# Blastocystea
Blastocystea o blastocísteos es un grupo de protistas del filo Bigyra que comprende únicamente el género Blastocystis. Son organismos comensales anaerobios, parásitos del tracto intestinal de los animales. Las células son redondeadas y no flageladas. En las filogenias moleculares resulta un grupo hermano de Opalinea en filogenias moleculares. Comprende varias especies, que viven en el tracto gastrointestinal de especies tan diversas como seres humanos, animales de granja, aves, roedores, reptiles, anfibios, peces y cucarachas. Una de sus especies es B. hominis, que causa cuadros diarreicos en los pacientes inmunodeprimidos.

## Especies
Durante muchos años, los científicos creían que solo una especie de Blastocystis infectaba a los humanos, mientras que otras especies del género infectaban a otros animales. Así que llamaron B. hominis a la especie que infectaba a los humanos y dieron diferentes nombres a las que infectaban a otros animales, por ejemplo, B. ratti de las ratas. En los últimos años, diversos análisis genéticos han demostrado que no existe una entidad única B. hominis, es decir, que no hay una sola especie de Blastocystis que infecte a los humanos.
De hecho, un número de tipos genéticos distintos de Blastocystis puede infectar a los seres humanos, incluidos los anteriormente denominados B. ratti y las diferencias son tan grandes que podrían ser consideradas especies separadas. Debido a esto, en 2007 los científicos propusieron descontinuar el uso de B. hominis y referirse tanto a todos los subtipos como Blastocystis sp. subtipo nn donde nn es un número asignado a cada grupo de acuerdo con el grado de identidad genética, basado en las secuencias de genes, en lugar del anfitrión infectado. En la actualidad se han descrito al menos 13 linajes distintos con base en estudios genéticos de ARN. Estos subtipos fueron encontrados en una gran variedad de anfitriones aves y mamíferos (incluyendo elefantes y jirafas) y es muy probable que se encuentren más subtipos conforme se examinen más huéspedes.